# Rijk van Nijmegen

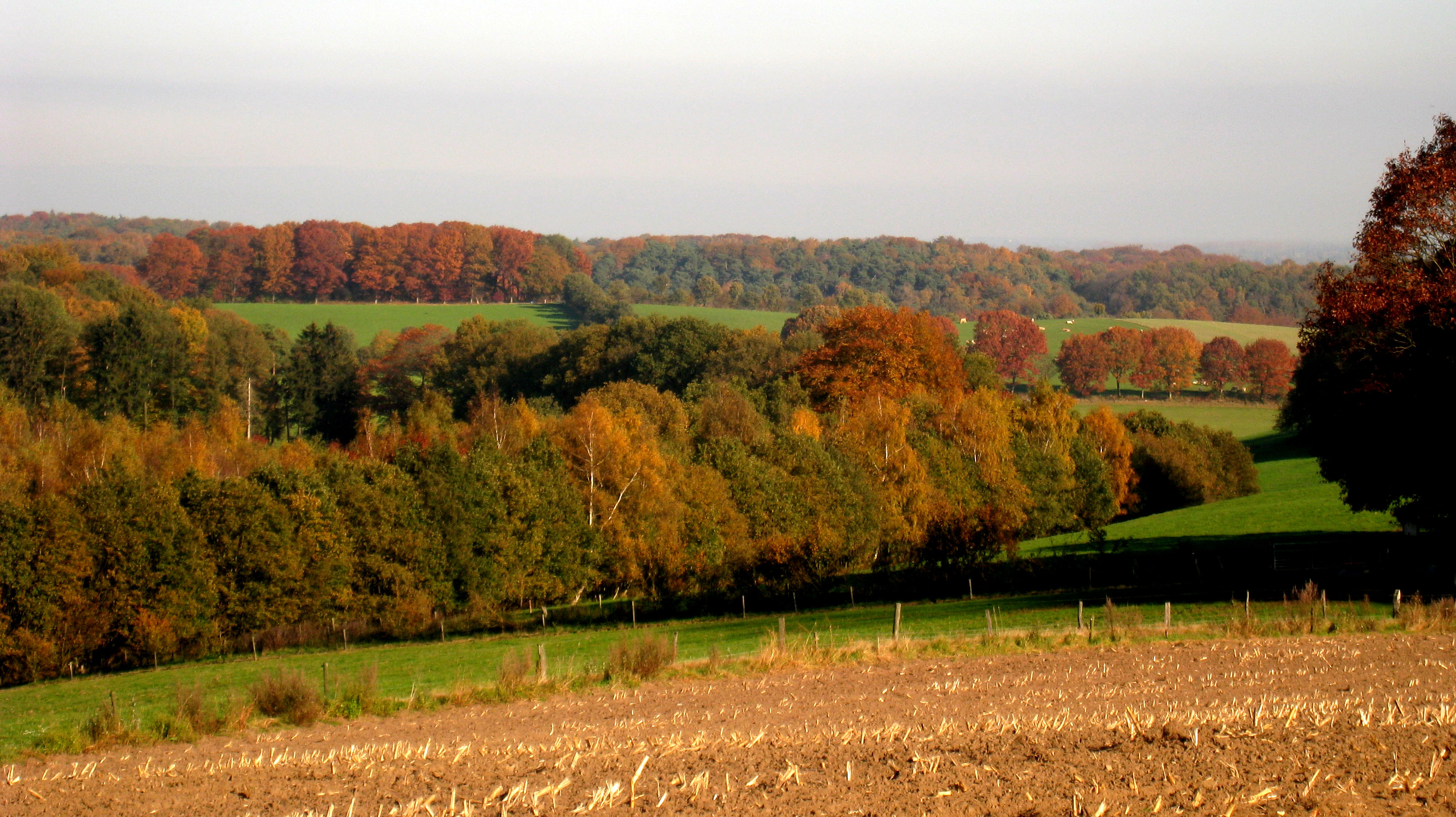
Landschap rondom Groesbeek.

Het Rijk van Nijmegen is een streek in het zuidoosten van Gelderland. De streek ligt rondom de stad Nijmegen, ten zuiden van de Waal en ten oosten van het Land van Maas en Waal.

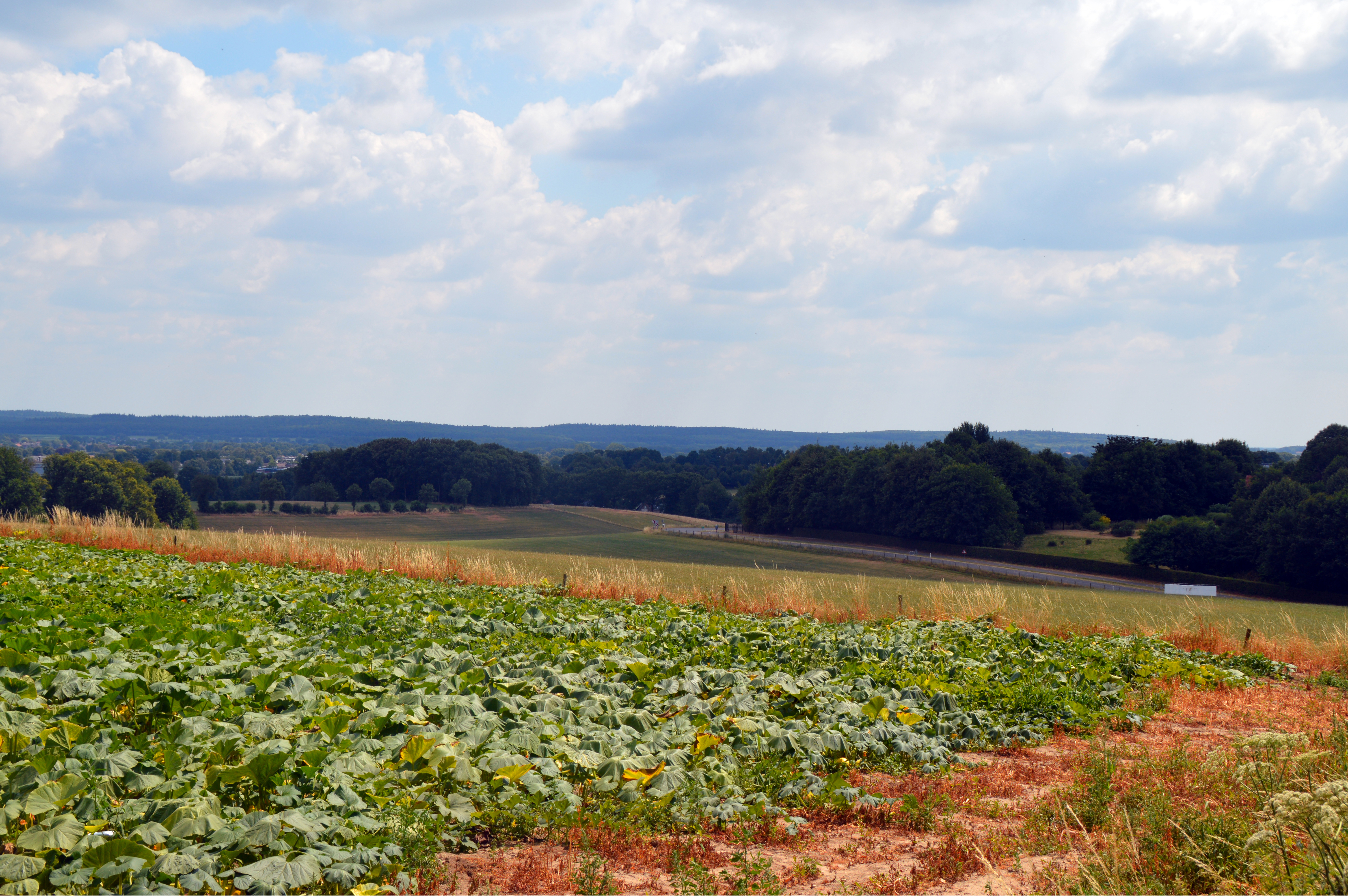
Rijk van Nijmegen

Het gebied dankt zijn naam aan het gebied dat in vroeger eeuwen toebehoorde aan de vrije rijksstad Nijmegen. Naast Nijmegen zelf omvat de streek de gemeenten Beuningen, Berg en Dal, Heumen en Wijchen. Ook de Noord-Limburgse gemeente Mook en Middelaar wordt vaak tot het Rijk van Nijmegen gerekend.

## Landschap
De streek wordt gekenmerkt door een grote verscheidenheid aan landschappen. Het is weids in de omgeving van Beuningen en Wijchen. Ten oosten en zuidoosten van de stad Nijmegen is het heuvelachtig en bebost. Dit gebied maakt deel uit van de grensoverschrijdende Nederrijnse Heuvelrug. Het hoogste punt van deze stuwwal nadert de 100 meter (99,8 m boven NAP) nabij Berg en Dal. In de gemeente Berg en Dal ligt het natuurgebied de Ooijpolder, dat gevormd is door de uiterwaarden van de rivier de Waal.

## Bestuur en media
Er is een bestuurlijk samenwerkingsverband Regio Rijk van Nijmegen dat zich sinds 2016 bezighoudt met arbeidsbemiddeling en de ICT-voorzieningen voor de gemeentebesturen in de regio. Daarnaast dient het als "platform voor samenwerking en afstemming tussen gemeenten in de regio" op eventuele andere onderwerpen. Het verband omvat naast de genoemde gemeenten ook Druten in het Land van Maas en Waal. Door de uitbreiding van Nijmegen met gebieden ten noorden van de Waal (de Waalsprong) strekt de bestuurlijke regio zich ook uit over delen van de Over-Betuwe.
De publieke omroep RN7 verzorgt het regionieuws voor het Rijk van Nijmegen.

## Aangrenzende streken
| Aangrenzende streken  | Aangrenzende streken | Aangrenzende streken | Aangrenzende streken | Aangrenzende streken |
| --------------------- | -------------------- | -------------------- | -------------------- | -------------------- |
|                       |                      | Over-Betuwe          |                      |                      |
|                       |                      |                      |                      |                      |
| Land van Maas en Waal | De Duffelt (deels D) |                      |                      |                      |
|                       |                      |                      |                      |                      |
| Maasland (Nbr)        |                      | Land van Cuijk (Nbr) |                      | Maasduinen           |